# .dd
.dd era il dominio di primo livello nazionale riservato alla Repubblica Democratica Tedesca.
Il dominio non è stato mai assegnato a causa della riunificazione della Germania nel 1990. Alla Germania unificata è riservato il dominio .de.